# Ralph Barton Perry
Pour les articles homonymes, voir Perry.
Ralph Barton Perry (3 juillet 1876 – 22 janvier 1957) est un philosophe américain appartenant au groupe néoréaliste du début du XXe siècle.

## Parcours intellectuel
Ralph Perry intègre l'Université de Princeton où il obtient sa licence en 1896. Il s'intéresse à Thomas Carlyle et Ralph Waldo Emerson qui exaltent en lui le désir de faire quelque chose de grand. Il pense se consacrer au ministère pastoral jusqu'au moment où il quitte Princeton pour Harvard. L'enseignement prestigieux de William James, Josiah Royce, Santayana détermine Perry à se vouer à la philosophie. 
A Harvard, deux courants philosophiques s'opposent, celui de James et celui Royce. Perry est attiré par la philosophie de James, « point de ralliement de tous ceux chez qui le juvénile esprit de révolte était plus fort que la tradition et le prestige. » C'est à Harvard qu'il obtient son doctorat de philosophie en 1899. Il enseigne successivement à William College (1899-1900), Smith College (1900-1902) et à Harvard jusqu'en 1913. Cette année-là, il entre au ministère américain de la guerre. Il professe à nouveau en 1921 pendant un an en France puis dans diverses universités américaines. Il dirige les Gifford Lectures de 1946 à 1948.

## Philosophie
Les recherches de Ralph Perry portent essentiellement sur la philosophie de son maître William James, qui est à l'origine de son néoréalisme, et sur la morale. 

### Néoréalisme, monisme neutre
Ralph Perry cherche à comprendre comment l'esprit et l'objet peuvent être dans la connaissance une seule chose. Le point de départ de son questionnement est donc moniste. D'après lui, le problème de la connaissance « consiste à définir la relation entre un esprit et ce qui est en relation avec cet esprit à titre d'objet » sans se référer à l'esprit comme conscience subjective. Cette approche « objectivante » de l'esprit l'amène à adopter une forme radicale de réalisme épistémologique : la perception, sur laquelle se fonde notre connaissance du monde, est une relation directe de l'esprit à l'objet qui est du même ordre que celle qui existe entre deux objets réunis dans l'espace. Cette conception épistémologique va se développer au sein du mouvement néoréaliste et trouvera un écho dans le réalisme direct défendu aujourd'hui par certains philosophes analytiques (John McDowell en particulier).
De façon cohérente avec son réalisme, Perry adopte une position moniste particulière. Il considère que le contenu de l'esprit est « neutre », aussi bien mental que physique. Quand une chose est connue, elle entre dans une relation qui la constitue comme contenu de l'esprit ; quand elle n'est pas connue, elle n'entre pas en relation avec l'esprit mais entretient avec d'autres choses d'autres relations. La relation avec l'esprit n'est qu'une relation particulière. La différence entre la connaissance et la chose, ou entre l'esprit et le corps, n'est donc qu'une « différence relationnelle et fonctionnelle, et non une différence de contenu. ». Ce « monisme neutre » rattache Perry à Bertrand Russell qui professe la même doctrine dans un sens toutefois plus subjectiviste.

### Morale utilitariste
Dans le champ de l'éthique, Ralph Perry conçoit la valeur à partir de l'intérêt. Il expose ses thèses utilitaristes dans General Theory of Value (« Théorie générale de la valeur ») paru en 1926 et dans  Realms of Value (« Mondes de la valeur ») publié en 1954. Toute action a un but, une intention qui dépasse le simple niveau des faits. Elle implique l'existence d'un monde de valeurs qui ne nous est pas donné, mais que nos actions construisent. Perry résume sa position de la façon suivante :
« Ce qui est objet d'intérêt acquiert par le fait même une valeur. Il en est ainsi pour tout objet quel qu'il soit : exactement comme n'importe quoi devient cible quand n'importe qui le vise. » 

## Publications principales
- The Approach to Philosophy, New York, Charles Scribner's Sons, 1905.
- The Moral Economy, New York, Charles Scribner's Son, 1909.
- Present Philosophical Tendencies: A Critical Survey of Naturalism, Idealism, Pragmatism, and Realism, together with a Synopsis of the Philosophy of William James, New York, Longmans, Green & Co., 1912.
- The Free Man and the Soldier, New York, Charles Scribner's Sons, 1916.
- The Present Conflict of Ideals: A Study of the Philosophical Background of the World War, New York, Longmans, Green & Co., 1918.
- Annotated Bibliography of the Writings of William James, Longmans, Green & Co., 1920.
- The Plattsburg movement: A Chapter of America's Participation in the World War, New York, E.P. Dutton & company, 1921.
- A Modernist View of National Ideals, Berkeley, University of California Press (« Howison Lectures in Philosophy »), 1925.
- General Theory of Value, Cambridge (Mass.), Harvard University Press, 1926.
- Philosophy of the Recent Past: An Outline of European and American Philosophy Since 1860, New York: Charles Scribner's Sons, 1926.
- The Hope for Immortality, 1935.
- The Thought and Character of William James, 2 vol., 1935.
- Plea for an Age Movement, New York, The (« Talk at 1941 Princeton and Harvard Reunions »), 1942.
- Puritanism and Democracy, 1944.
- Realms of Value, Cambridge (Mass.), Harvard University Press (« Gifford Lectures »), 1954.
- The Humanity of Man, New York: George Braziller, 1956.
- « A Definition of morality », in P. W. Taylor (éd.), Problems of moral philosophy: an introduction to ethics,  Belmont (CA), Dickenson, 1967.